# Elton John's Greatest Hits Volume II
Elton John's Greatest Hits Volume II é um álbum de Elton John, lançado em 1977.